# Zhu Bajie

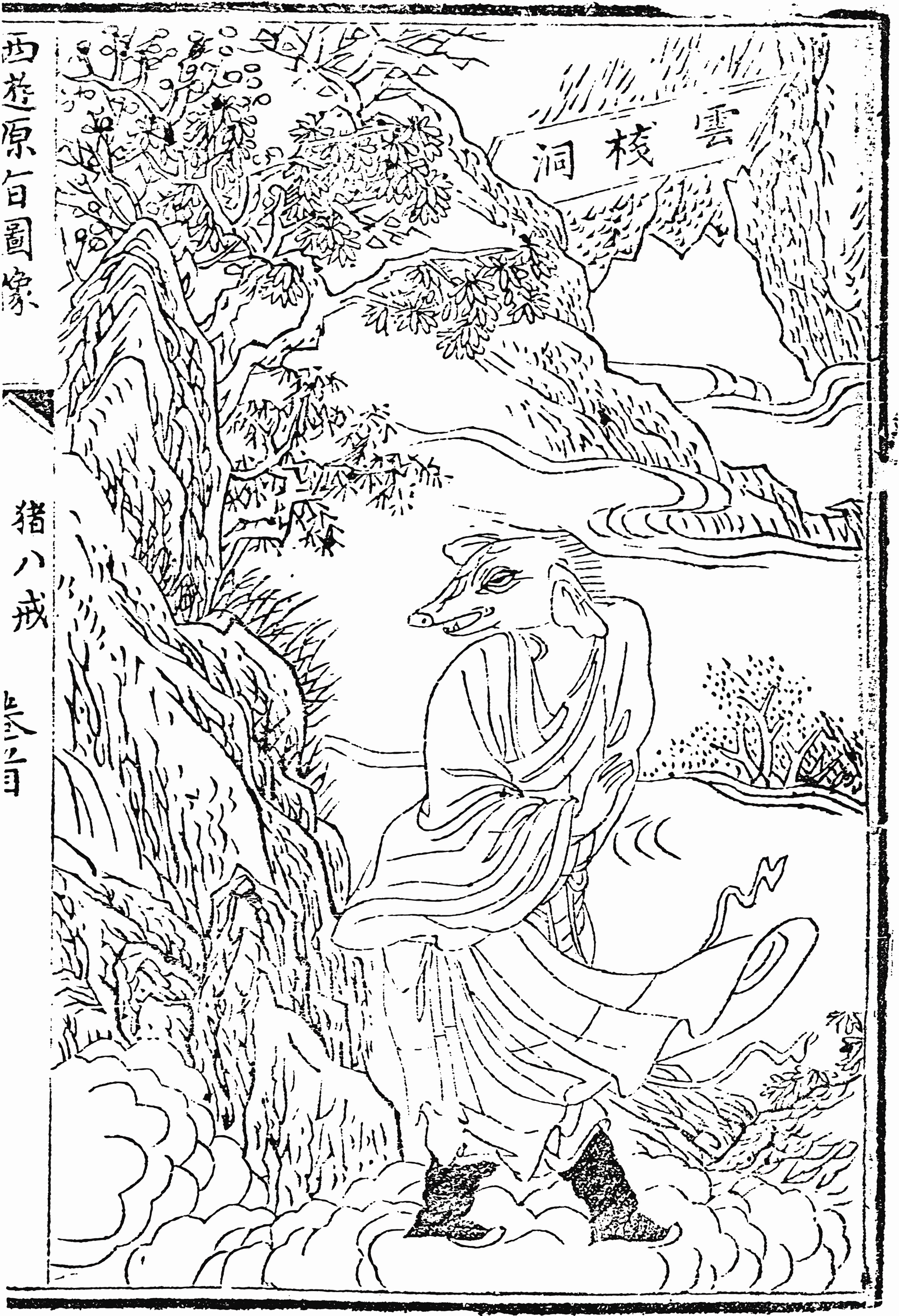
Galten

Zhu Bajie, ibland kallad Zhu Wuneng, är ett fiktivt monster i form av hälften människa, hälften gris, som förekommer i den klassiska kinesiska äventyrsromanen Färden till Västern från 1500-talet. Zhu Bajie beskrivs som en komplex personlighet i romanen. Han drabbas av flera olyckor på grund av sin lättja och sin svaghet för vackra kvinnor. Han är avundsjuk på Sun Wukong och motarbetar denne när han får chansen.
I den svenska översättningen kallas monstret Galten.